# Céline Tendobi
 (mai 2021).
Céline Tendobi (Kinshasa, 1974) est un médecin docteur congolais de l'hôpital Monkole de Kinshasa, spécialisé en obstétrique et gynécologie. Après ses études en médecine au Congo, elle suit une spécialisation en gynécologie et échographie à Navarre et à Barcelone.